# Youssef Chahine

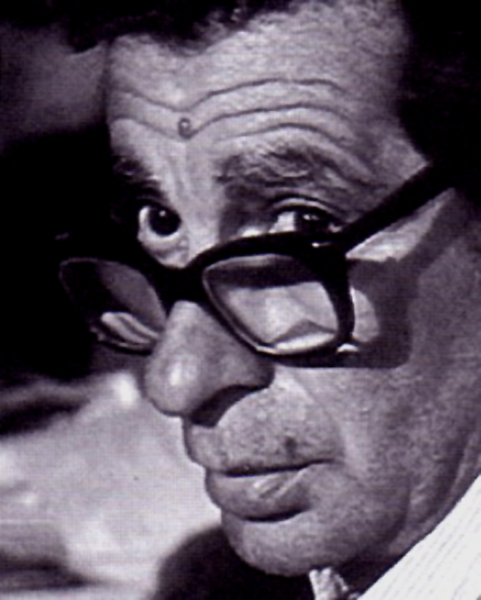
Youssef Chahine in 1986

Youssef Gabriel Chahine  (Arabisch: يوسف شاهين) (Alexandrië, 25 januari 1926 – Caïro, 27 juli 2008) was een Egyptische filmregisseur, geboren in een uit Egypte afkomstige christelijke familie.
Chahine begon in 1950 met films regisseren. Zijn filmdebuut was Baba Amin. Ook schreef hij stukjes voor theatervoorstellingen. In 1997 ontving hij op het Filmfestival van Cannes een prijs voor zijn levenswerk. In 1979 had hij voor de film Alexandria…why? al een Zilveren Beer gewonnen bij de Berlinale in Berlijn. Hij maakte ook een film over 9/11. In 2007 regisseerde hij zijn laatste film, genaamd Heya Fawda (This Is Chaos).
Chahine stond bekend als een criticus van allerlei misstanden alsook om zijn ongebonden wijze van omgaan met politiek en seksualiteit. Daardoor kwam hij later in conflict met het moslimfundamentalisme in zijn land.
Op 15 juni 2008 werd hij opgenomen in het Ach-Chourouq hospital in Caïro nadat hij een hersenbloeding had gekregen. Youssef Chahine belandde in coma en overleed uiteindelijk eind juli op 82-jarige leeftijd.

## Filmografie
- Baba Amin (Papa Amin) - 1950 بابا أمين
- Ibn al-Nil (Nile Boy) - 1951 ابن النيل
- El Mohareg el Kebyr (The Great Clown) - 1952 المهرج الكبير
- Saydat al Ketaar (Lady on the Train) - 1953 سيدة القطار
- Nisaa bila Regal (Women without Men) - نساء بلا رجال 1953
- Sira` Fi al-Wadi (Struggle in the Valley) ook bekend als (The Blazing Sun) - 1954 صراع فى الوادى
- Shaitan al Sahraa (The Desert Devil) - 1954 شيطان الصحراء
- Sira` fi el-Minaa (Dark Waters, Struggle in the Port) - 1956 صراع فى الميناء
- Wadda'tu Hobbaka (Farewell to Your Love) - 1957 ودعت حبك
- Enta Habiby (You're My Love) ook bekend als (My One and Only Love) - 1957 إنت حبيبى
- Bab el-Hadid (Cairo Station or Cairo Main Station)- 1958 باب الحديد
- Djamila Bouhired (Jamila, the Algerian) - 1958 جميلة بوحريد
- Hobb lel Abad (Love, Forever) ook bekend als (Forever Yours) - 1959 حب إلى الأبد
- Bein Edeik (In Your Hands) - 1960 بين أيديك
- Nidaa al Oushaak (A Lover's Call) - 1960 نداء العشاق
- Rajul fe Haiaty (A Man in My Life) - 1961 رجل في حياتي
- Al Nasser Salah Ad-Din (The Victorious Saladin) - 1963 الناصر صلاح الدين
- Fagr Youm Gedeed (Dawn of a New Day) - 1964 فجر يوم جديد
- Biyaa El Khawatem (The Ring Salesman) ook bekend als (Auliban, the Seller of Jokes), met de Libanese acteur Fairuz, geproduceerd in 1965 (gebaseerd op een musical uit 1964) بياع الخواتم[1]
- Rimal min Thahab (Golden Sands) - 1966 رمال من ذهب
- Eid al Mairun (The Feast of Mairun) - korte film - 1967 عيد الميرون
- Al Nas wal Nil (Those People of the Nile) - 1968 الناس والنيل
- Al-Ard (The Land)- 1969 الأرض
- Al-Ekhtyiar (The Choice) - 1970 الإختيار
- Salwa al Fatah al Saghira allaty Tokalem el Abkar (Salwa the Little Girl who Talks to Cows) ook bekend als (Salwa) - korte film - 1972 سلوى الفتاة الصغيرة التى تكلم الأبقار
- El Asfur (The Sparrow) - 1973 العصفور
- Intilak (Forward We Go) - documentaire - 1973 انطلاق
- Awdet el Ebn el Dal (Return of The Prodigal Son) - 1976 عودة الإبن الضال
- Iskandariyah... lih? (Alexandria... Why?) - 1978 إسكندرية... ليه؟
- Hadduta Misriyah (An Egyptian Tale) - 1982 حدوتة مصرية
- Wadaan Bonabart (Adieu Bonaparte) - 1985 وداعا بونابرت
- Al-Yawm al-Sadis (The Sixth Day) - 1986 اليوم السادس
- Iskandariyah Kaman wa Kaman (Alexandria Again and Again)- 1989 إسكندرية كمان وكمان
- El Kahera Menawara be Ahlaha (Cairo as Told by Chahin) - tv-documentaire - 1991 القاهرة منورة بأهلها
- Al-Mohagir (The Emigrant) - 1994 المهاجر
- Al-Massir (The Destiny) - 1997 المصير
- Kolaha Khatwa (It's Only a Step) - korte film - 1998 كلها خطوة
- Al-Akhar (The Other) - 1999 الآخر
- Sokoot Hansawwar (Silence, We're Rolling) - 2001 سكوت ح نصور
- 11'09"01 September 11 - 2002 11, سبتمبر
- Iskandariyah-New York (Alexandria-New York) - 2004 إسكندرية-نيويورك
- Heya Fawda (This Is Chaos) - 2007 هي فوضى (première op het Venice Film Festival)